# Manuantara
En el marco del hinduismo, un manvantara, manuantara o manwantara, es una era de Manu (el progenitor hindú de la humanidad).

Las distintas medidas hindúes de tiempo, sobre una escala logarítmica de segundos. El término inglés second representa la duración de un segundo (10^{0} s); un muhurta representa unos 48 min; un masa representa un mes; el inglés year representa un año; un mahayuga representa la suma de las cuatro yugas (4.320.000 años); un manuantara representa la suma de 1000 yugas, un “day of Brahma” (día de Brahmá) representa 14 manuantaras y un “Cycle of Brahma” (‘ciclo de Brahmā’) representa una vida completa de Brahmā (36.500 de sus «días»).

El manwantara es una medida de tiempo astronómico.

## Etimología y escritura
Literalmente, manw antara significa ‘en el interior de un Manu’ (o sea, dentro del periodo de vida de un Manu).
El término manwantara es un sandhi (unión de palabras) del sánscrito, una combinación de las palabras manu y antara (‘dentro’, cognado de las palabras españolas «inter», «interno», «interior» y «dentro»).
Por un fallo del sistema de escritura devánagari, la u antes de una consonante debe escribirse como una v (como sucede en el latín Avgvstvs [augustus]): manu-antara se convierte entonces en manvantara, aunque se pronuncia igualmente [manuantara].
En el sistema internacional de transliteración IAST se escribe manvantara.

## Unidad de tiempo
Un manuantara comprende 71 majá-iugá, que equivalen a una catorceava parte de la vida del dios Brahmā, 12 000 años de los dioses, o 4 320 000 años de los humanos
Cada uno de esos periodos es presidido por un Manu especial.
Según el hinduismo, ya han pasado seis de tales manuantaras; el actual es el séptimo, y es presidido por el Manu Vaivasvata. Faltan siete manuantaras para completar los 14 que conforman una vida completa de Brahmá.

### Subdivisiones de unmanuantara
1 año humano: 1 deva aho-ratra (1 día-noche de 24 horas de los dioses)
360 deva ahoratra: 1 deva vatsara (1 año de los dioses)
12.000 deva vatsaras: 1 chatur iugá (1 grupo de cuatro iugás, que equivalen en total a 4,32 millones de años humanos):
4800 divia vatsaras de kritá iugá
3600 divia vatsaras de treta iugá
2400 divia vatsaras de duapara iugá, y
1200 divia vatsaras de kali iugá
71 chaturiugás: 1 manuantara (1 vida completa de Manu)
14 manuantara: 1 kalpa (1 día de Brahmā)
2 kalpas: 1 día y 1 noche de Brahmā (aho-ratra)
360 días de Brahmā: 1 brahmā varsha (año de Brahmá)
100 brahmā varsha: 1 vida completa de Brahmá.

## Los Manus de este Śveta Vārāha Kalpa
Según el capítulo 2 del libro 3 del Vishnú Puraná: en este kalpa de Brahmá existen 14 Manus. Durante cada Manu hay los siguientes "siete sabios":

### Primermanuantara: el intervalo deSwayambhu Manu
Los siete sabios (सप्तर्षि, saptarshi):
- Márichi
- Atri
- Anguiras
- Pulaja
- Kratu
- Pulastia
- Vásishtha[6]

### Segundomanuantara: el intervalo de Swarochisha Manu
- Urja
- Stambha
- Prańa
- Dattoli
- Rishabha
- Nischara
- Arvarívat.

### Tercermanuantara: el intervalo de Auttami Manu
Hijos de Vásishtha:
- Kaukundihi
- Kurundi
- Dalaya
- Śankha
- Praváhita
- Mita
- Sammita.

### Cuartomanuantara: el intervalo de Támasa Manu
- Jyotirdhama
- Prithu
- Kavya
- Chaitra
- Agní
- Vanaka
- Pivara.

### Quintomanuantara: el intervalo de Raivata Manu
- Hiranyaroma
- Vedasrí
- Urddhabahu
- Vedabahu
- Sudhaman
- Parjanya
- Mahámuni.

### Sextomanuantara: el intervalo de Chakshusha Manu
- Sumedhas
- Virajas
- Havishmat
- Uttama
- Madhu
- Abhináman
- Sahishnnu.

### Séptimomanuantara(actual): el intervalo deVaivasvata Manu
- Kashiapa
- Atri
- Vásishtha
- Vishwa Mitra
- Gótama
- Yamád-Agni
- Bharádwash[6]

### Octavomanuantara(futuro):Savarni Manu
- Díptimat
- Gálava
- Ráma
- Kripa
- Drauńi
- Vyása
- Rishyasringa

### Novenomanuantara: Daksa Savarni Manu
- Savana
- Dyutimat
- Bhavya
- Vasu
- Medhatithi
- Jyotishmán
- Satya

### Décimomanuantara: Brahma Savarni Manu
- Havishmán
- Sukriti
- Satya
- Apámmúrtti
- Nábhága
- Apratimaujas
- Satyaket

### Decimoprimermanuantara: Dharma Savarni Manu
- Niśchara
- Agnitejas
- Vapushmán
- Vishńu
- Áruni
- Havishmán
- Anagha

### Decimosegundomanuantara: Rudra Savarni Manu
- Tapaswí
- Sutapas
- Tapomúrtti
- Taporati
- Tapodhriti
- Tapodyuti
- Tapodhan

### Decimotercermanuantara: Raucya o Deva Savarni Manu
- Nirmoha
- Tatwadersín
- Nishprakampa
- Nirutsuka
- Dhritimat
- Avyaya
- Sutapas

### Decimocuartomanuantara: Bhauta o Indra Savarni Manu
- Agnibáhu
- Śuchi
- Śukra
- Magadhá
- Gridhra
- Yukta
- Ajita